# Mongólia az 1972. évi nyári olimpiai játékokon
Mongólia az NSZK-beli Münchenben megrendezett 1972. évi nyári olimpiai játékok egyik részt vevő nemzete volt. Az országot az olimpián 7 sportágban 39 sportoló képviselte, akik összesen 1 érmet szereztek.

## Érmesek
| Érem  | Versenyző              | Sportág  | Versenyszám         |
| ----- | ---------------------- | -------- | ------------------- |
| Ezüst | Khorloogiin Bayanmönkh | Birkózás | Szabadfogás, 100 kg |

## Atlétika
Férfi
| Versenyző              | Versenyszám | Előfutam | Előfutam | Előfutam | Negyeddöntő | Negyeddöntő | Negyeddöntő | Elődöntő | Elődöntő | Elődöntő | Döntő   | Döntő    |
| Versenyző              | Versenyszám | Idő      | Hely.    | Össz.    | Idő         | Hely.       | Össz.       | Idő      | Hely.    | Össz.    | Idő     | Helyezés |
| ---------------------- | ----------- | -------- | -------- | -------- | ----------- | ----------- | ----------- | -------- | -------- | -------- | ------- | -------- |
| Byambajavyn Enkhbaatar | 100 m       | 10,93    | 6.       | 69.      | kiesett     | kiesett     | kiesett     | kiesett  | kiesett  | kiesett  | kiesett | kiesett  |

## Birkózás
Kötöttfogású
| Versenyző                  | Versenyszám | 1. forduló                         | 2. forduló                           | 3. forduló                       | 4. forduló                    | 5. forduló        | 6. forduló        | 7. forduló        | Döntő             | Helyezés    |
| Versenyző                  | Versenyszám | Ellenfél Eredmény                  | Ellenfél Eredmény                    | Ellenfél Eredmény                | Ellenfél Eredmény             | Ellenfél Eredmény | Ellenfél Eredmény | Ellenfél Eredmény | Ellenfél Eredmény | Helyezés    |
| -------------------------- | ----------- | ---------------------------------- | ------------------------------------ | -------------------------------- | ----------------------------- | ----------------- | ----------------- | ----------------- | ----------------- | ----------- |
| Ochirdolgoryn Enkhtaivan   | 48 kg       | Lennart Svensson (SWE) · 3-1       | visszalépett                         | kiesett                          | kiesett                       | kiesett           |                   |                   | kiesett           | helyezetlen |
| Jamsrangiin Mönkh–Ochir    | 52 kg       | James Steiger (USA) · visszalépett | Trond Martiniussen (NOR) · kétvállas | Miroslav Zeman (TCH) · kétvállas | Petar Kirov (BUL) · kétvállas | kiesett           | kiesett           |                   | kiesett           | helyezetlen |
| Chimedbazaryn Damdinsharav | 57 kg       | Ernst Hack (AUT) · 1-3             | Józef Lipień (POL) · kétvállas       | Óthon Moszhídisz (GRE) · 2.5-2.5 | kiesett                       | kiesett           | kiesett           | kiesett           | kiesett           | helyezetlen |
| Dasrangiin Myagmar         | 82 kg       | Miroslav Janota (TCH) · kétvállas  | Matti Laakso (FIN) · kétvállas       | kiesett                          | kiesett                       | kiesett           |                   |                   | kiesett           | helyezetlen |

Szabadfogású
| Versenyző                | Versenyszám | 1. forduló                     | 2. forduló                           | 3. forduló                        | 4. forduló                        | 5. forduló               | 6. forduló        | 7. forduló        | Döntő                                                                                   | Helyezés    |
| Versenyző                | Versenyszám | Ellenfél Eredmény              | Ellenfél Eredmény                    | Ellenfél Eredmény                 | Ellenfél Eredmény                 | Ellenfél Eredmény        | Ellenfél Eredmény | Ellenfél Eredmény | Ellenfél Eredmény                                                                       | Helyezés    |
| ------------------------ | ----------- | ------------------------------ | ------------------------------------ | --------------------------------- | --------------------------------- | ------------------------ | ----------------- | ----------------- | --------------------------------------------------------------------------------------- | ----------- |
| Bazarragchaagiin Jamsran | 48 kg       | Rolf Lacour (FRG) · 3-1        | Ebrahim Javadi (IRI) · kétvállas     | kiesett                           | kiesett                           |                          |                   |                   | kiesett                                                                                 | helyezetlen |
| Dorjzovdyn Ganbat        | 52 kg       | Miguel Alonso (CUB) · 0.5-3.5  | Baju Baev (BUL) · kizárták           | Arszen Alahvergyiev (URS) · 3-1   | kiesett                           | kiesett                  | kiesett           |                   | kiesett                                                                                 | helyezetlen |
| Megdiin Khoilogdorj      | 57 kg       | Ivan Kuleshov (URS) · 3-1      | Moises López (MEX) · kétvállas       | Klinga László (HUN) · 2-2         | Ramezan Kheder (IRI) · 3-1        | kiesett                  | kiesett           | kiesett           | kiesett                                                                                 | helyezetlen |
| Zeveg Ojdov              | 62 kg       | Gene Davis (USA) · kétvállas   | Zagalav Abdulbekov (URS) · kétvállas | kiesett                           | kiesett                           | kiesett                  | kiesett           |                   | kiesett                                                                                 | helyezetlen |
| Tsedendambyn Natsagdorj  | 68 kg       | Jagrup Singh (IND) · 1-3       | Iszmail Juszeinov (BUL) · 3-1        | Ali Şahin (TUR) · 1-3             | Rusznyák József (HUN) · kétvállas | Udo Schröder (GDR) · 1-3 |                   |                   | kiesett                                                                                 | 4.          |
| Danzandarjaa Sereeter    | 74 kg       | Bruno Hartmann (AUT) · 0.5-3.5 | Wayne Wells (USA) · kétvállas        | Jancso Pavlov (BUL) · 3-1         | kiesett                           | kiesett                  | kiesett           |                   | kiesett                                                                                 | helyezetlen |
| Tömöriin Artag           | 82 kg       | Hayri Polat (TUR) · 1-3        | Levan Tediasvili (URS) · 3-1         | Kovács István (HUN) · 1-3         | Kurt Elmgren (SWE) · 3-1          | kiesett                  | kiesett           |                   | kiesett                                                                                 | helyezetlen |
| Dzsigdzsidijn Mönhbat    | 90 kg       | Mehmet Güçlü (TUR) · 3-1       | visszalépett                         | kiesett                           | kiesett                           | kiesett                  | kiesett           |                   | kiesett                                                                                 | helyezetlen |
| Khorloogiin Bayanmönkh   | 100 kg      | Alfons Hecher (FRG) · 1-3      | Karel Engel (TCH) · kétvállas        | Abolfazl Anvari (IRI) · kétvállas | Enache Panait (ROU) · kétvállas   | erőnyerő                 |                   |                   | 1. mérkőzés · Csatári József (HUN) · 1-3 · 2. mérkőzés · Ivan Jarigin (URS) · kétvállas |             |

## Cselgáncs
| Versenyző                  | Versenyszám  | Csoport | Selejtező         | 1. forduló                  | 2. forduló                     | 3. forduló                | 4. forduló        | Vigaszág 1. forduló   | Vigaszág 2. forduló | Vigaszág 3. forduló       | Elődöntő                        | Döntő                            | Helyezés    |
| Versenyző                  | Versenyszám  | Csoport | Ellenfél Eredmény | Ellenfél Eredmény           | Ellenfél Eredmény              | Ellenfél Eredmény         | Ellenfél Eredmény | Ellenfél Eredmény     | Ellenfél Eredmény   | Ellenfél Eredmény         | Ellenfél Eredmény               | Ellenfél Eredmény                | Helyezés    |
| -------------------------- | ------------ | ------- | ----------------- | --------------------------- | ------------------------------ | ------------------------- | ----------------- | --------------------- | ------------------- | ------------------------- | ------------------------------- | -------------------------------- | ----------- |
| Bakhvain Buyadaa           | Könnyűsúly   | A       |                   | Kenneth Okada (USA) · GY    | Marcel Burkhard (SUI) · GY     | Kavagucsi Takao (JPN) · V |                   |                       |                     | Wolfram Koppen (FRG) · GY | Jean-Jacques Mounier (FRA) · GY | Kavagucsi Takao (JPN) · kizárták | helyezetlen |
| Damirangiin Baatarjav      | Váltósúly    | A       |                   | António Roquete (POR) · V   | kiesett                        | kiesett                   | kiesett           |                       |                     |                           |                                 |                                  | 18.         |
| Choidoryn Övgönkhüü        | Középsúly    | A       | erőnyerő          | Slavko Obadov (YUG) · V     | kiesett                        | kiesett                   | kiesett           |                       |                     |                           |                                 |                                  | 19.         |
| Luvsansharavyn Rentsendorj | Félnehézsúly | A       |                   | José Ibañez (CUB) · V       | kiesett                        | kiesett                   | kiesett           |                       |                     |                           |                                 |                                  | 19.         |
| Luvsansharavyn Rentsendorj | Nyílt        | A       |                   | Johann Pollak (AUT) · GY    | Jean-Claude Brondani (FRA) · V |                           |                   | Doug Rogers (CAN) · V | kiesett             | kiesett                   | kiesett                         | kiesett                          | 9.          |
| Püreviin Dagvasüren        | Nehézsúly    | B       |                   | Tijini Ben Kassou (MAR) · V | kiesett                        | kiesett                   | kiesett           |                       |                     |                           |                                 |                                  | 16.         |

## Íjászat
| Versenyző           | Versenyszám  | 1. forduló | 1. forduló | 2. forduló | 2. forduló | Összesítés | Összesítés |
| Versenyző           | Versenyszám  | Pont       | Hely.      | Pont       | Hely.      | Pont       | Helyezés   |
| ------------------- | ------------ | ---------- | ---------- | ---------- | ---------- | ---------- | ---------- |
| Galsangiin Byambaa  | Férfi egyéni | 1112       | 45.        | 1141       | 43.        | 2253       | 43.        |
| Natjavyn Dariimaa   | Női egyéni   | 1189       | 8.         | 1152       | 17.        | 2341       | 14.        |
| Doljingiin Demberel | Női egyéni   | 1050       | 36.        | 1102       | 34.        | 2152       | 36.        |

## Ökölvívás
| Versenyző             | Versenyszám   | Selejtező                            | 32-es főtábla                 | Nyolcaddöntő                           | Negyeddöntő       | Elődöntő          | Döntő             | Helyezés |
| Versenyző             | Versenyszám   | Ellenfél Eredmény                    | Ellenfél Eredmény             | Ellenfél Eredmény                      | Ellenfél Eredmény | Ellenfél Eredmény | Ellenfél Eredmény | Helyezés |
| --------------------- | ------------- | ------------------------------------ | ----------------------------- | -------------------------------------- | ----------------- | ----------------- | ----------------- | -------- |
| Vanduin Batbayar      | Papírsúly     |                                      | Héctor Velásquez (CHI) · 0-5  | kiesett                                | kiesett           | kiesett           | kiesett           | 17.      |
| Nyamdashiin Batsüren  | Légsúly       | erőnyerő                             | Antonio García (ESP) · 4-1    | Ju Dzsongman (Yu Jong-man) (KOR) · 1-4 | kiesett           | kiesett           | kiesett           | 9.       |
| Buyangiin Ganbat      | Harmatsúly    | erőnyerő                             | David Oleme (CMR) · 5-0       | Ricardo Carreras (USA) · 2-3           | kiesett           | kiesett           | kiesett           | 9.       |
| Palamdorjiin Bayar    | Pehelysúly    | erőnyerő                             | Kuncso Kuncsev (BUL) · 2-3    | kiesett                                | kiesett           | kiesett           | kiesett           | 17.      |
| Eraslan Doruk         | Könnyűsúly    | erőnyerő                             | Antonio Comaschi (ARG) · 5-0  | Eraslan Doruk (TUR) · 2-3              | kiesett           | kiesett           | kiesett           | 9.       |
| Sodnomyn Gombo        | Kisváltósúly  |                                      | Yotham Kunda (ZAM) · 5-0      | Zvonimir Vujin (YUG) · 2-3             | kiesett           | kiesett           | kiesett           | 9.       |
| Damdinjavyn Bandi     | Váltósúly     | erőnyerő                             | Emma Ankudey (GHA) · 3-2      | Kajdi János (HUN) · KO                 | kiesett           | kiesett           | kiesett           | 9.       |
| Namkhain Tsend-Ayuush | Nagyváltósúly | Im Dzsegun (Im Jae-geun) (KOR) · 2-3 | kiesett                       | kiesett                                | kiesett           | kiesett           | kiesett           | 32.      |
| Gombyn Zorig          | Félnehézsúly  |                                      | Ahmed Mahmoud Aly (EGY) · 0-5 | kiesett                                | kiesett           | kiesett           | kiesett           | 17.      |

## Sportlövészet
Nyílt
| Versenyző                  | Versenyszám                    | Pont | Helyezés |
| -------------------------- | ------------------------------ | ---- | -------- |
| Tüdeviin Myagmarjav        | Gyorstüzelő pisztoly           | 577  | 39.      |
| Tüdeviin Myagmarjav        | Szabadpisztoly                 | 537  | 39.      |
| Tserenjavyn Ölziibayar     | Szabadpisztoly                 | 539  | 35.      |
| Mendbayaryn Jantsankhorloo | Sportpuska, fekvő              | 591  | 42.      |
| Mendbayaryn Jantsankhorloo | Sportpuska, összetett          | 1125 | 40.      |
| Yondonjamtsyn Batsükh      | Sportpuska, összetett          | 1088 | 54.      |
| Yondonjamtsyn Batsükh      | Szabadpuska, összetett (300 m) | 1067 | 32.      |
| Yondonjamtsyn Batsükh      | Sportpuska, fekvő              | 572  | 96.      |

## Súlyemelés
| Versenyző                  | Versenyszám | Nyomás   | Nyomás   | Szakítás | Szakítás | Lökés                    | Lökés                    | Összesen | Helyezés |
| Versenyző                  | Versenyszám | Eredmény | Helyezés | Eredmény | Helyezés | Eredmény                 | Helyezés                 | Összesen | Helyezés |
| -------------------------- | ----------- | -------- | -------- | -------- | -------- | ------------------------ | ------------------------ | -------- | -------- |
| Zulyn Dalkhjav             | 56 kg       | 115,0    | 10.      | 87,5     | 17.      | 120,0                    | 16.                      | 322,5    | 15.      |
| Siyannyambuugiin Dorjkhand | 56 kg       | 105,0    | 17.      | 92,5     | 16.      | 115,0                    | 18.                      | 312,5    | 17.      |
| Radnaasediin Amgaased      | 67,5 kg     | 125,0    | 17.      | 105,0    | 19.      | érvényes kísérlet nélkül | érvényes kísérlet nélkül | kiesett  | kiesett  |
| Natsagiin Ser-Od           | 75 kg       | 130,0    | 21.      | 122,5    | 13.      | 147,5                    | 19.                      | 400,0    | 18.      |